# Akademski slikar
Akademski slikar / Akademska slikarka je naziv, ki ga prejme slikar / slikarka po končani visokošolski izobrazbi, običajno umetniški (likovni) akademiji. Diploma je pri tovrstnem študiju večinoma samostojna razstava. 

## Slovenija
V Sloveniji pridobi oseba ta naziv po končani univerzitetni izobrazbi na Akademiji za likovno umetnost in oblikovanje v Ljubljani, smer slikarstvo. Diploma je bila pri tovrstnem študiju večinoma sestavljena iz praktičnega in teoretičnega dela. Po spremembi izobraževalnega sistema v bolonjskega pridobi študent po končani diplomi naziv Diplomirani slikar (UN). Za razliko od starega sistema, traja ta študij le tri leta. 